# Rillo
Rillo és un municipi d'Aragó, situat a la província de Terol i enquadrat a la comarca de la Comunitat de Terol. Compta amb l'agregat de Son del Puerto.